# Urocystis camassiae
Urocystis camassiae är en svampart som beskrevs av Vánky 1994. Urocystis camassiae ingår i släktet Urocystis och familjen Urocystidaceae.   Inga underarter finns listade i Catalogue of Life.